# یواس‌اس بریستول (دی‌دی-۸۵۷)
یواس‌اس بریستول (دی‌دی-۸۵۷) (به انگلیسی: USS Bristol (DD-857)) یک کشتی بود که طول آن ۱۱۴٫۸ متر (۳۷۷ فوت) بود. این کشتی در سال ۱۹۴۴ ساخته شد.